# Liste der Justizvollzugsanstalten in Bayern
Die Liste der Justizvollzugsanstalten in Bayern umfasst die Justizvollzugsanstalten im Land Bayern. Ihre Geschichte reicht bis auf das 18. Jahrhundert zurück. Die größte ist die JVA München mit einer Belegungsfähigkeit von 1.503 Plätzen.

## Justizvollzugsanstalten
| Justizvollzugsanstalt      | Ort                    | Inbetriebnahme                                                                            | Belegungsfähigkeit                                                                                   | Bild |
| -------------------------- | ---------------------- | ----------------------------------------------------------------------------------------- | --- | ---- |
| JVA Aichach                | Aichach                | 1909                                                                                      | 563                                                                                                  |      |
| JVA Amberg                 | Amberg                 | 1786                                                                                      | 519                                                                                                  |      |
| JVA Ansbach                | Ansbach                | 1855                                                                                      | 77                                                                                                   |      |
| JVA Aschaffenburg          | Aschaffenburg          | 1970                                                                                      | 157                                                                                                  |      |
| JVA Augsburg               | Augsburg               | 1814 (Anstalt I) 1945 (Anstalt II) 1945 (Jugendarrestanstalt)                             | alle geschlossen zwischen 2015 und 2016                                                              |      |
| JVA Augsburg-Gablingen     | Gablingen              | 2015                                                                                      | 609                                                                                                  |      |
| JVA Bad Reichenhall        | Bad Reichenhall        | 1951                                                                                      | 43                                                                                                   |      |
| JVA Bamberg                | Bamberg                | 1753                                                                                      | 207                                                                                                  |      |
| JVA St. Georgen-Bayreuth   | Bayreuth               | 1724                                                                                      | 931                                                                                                  |      |
| JVA Bernau                 | Bernau a. Chiemsee     | 1920                                                                                      | 847                                                                                                  |      |
| JVA Ebrach                 | Ebrach                 | 1851                                                                                      | 337                                                                                                  |      |
| JVA Erding                 | Erding                 | 1896                                                                                      | Februar 2018 als Abschiebungshafteinrichtung umgewidmet 49                                           |      |
| JVA Erlangen               | Erlangen               | 1972                                                                                      | 41                                                                                                   |      |
| JVA Garmisch-Partenkirchen | Garmisch-Partenkirchen | 1896                                                                                      | 51                                                                                                   |      |
| JVA Hof                    | Hof                    | 1973 (Justizvollzugsanstalt) 1979 (Jugendarrestanstalt)                                   | 202                                                                                                  |      |
| JVA Ingolstadt             | Ingolstadt             | 1859                                                                                      | 44                                                                                                   |      |
| JVA Kaisheim               | Kaisheim               | 1816                                                                                      | 601                                                                                                  |      |
| JVA Kempten                | Kempten (Allgäu)       | 2003/1856 (alt)                                                                           | 338                                                                                                  |      |
| JVA Kronach                | Kronach                | 1807                                                                                      | 100                                                                                                  |      |
| JVA Landsberg              | Landsberg am Lech      | 1908                                                                                      | 565                                                                                                  |      |
| JVA Landshut               | Landshut               | 1907 (alte JVA) 2008 (neue JVA) 2008 (Jugendarrestanstalt)                                | geschlossen 515 36                                                                                   |      |
| JVA Laufen-Lebenau         | Laufen                 | 1862                                                                                      | 230                                                                                                  |      |
| JVA Lichtenau              | Lichtenau              | 1966                                                                                      | 51                                                                                                   |      |
| JVA Marktredwitz           | Marktredwitz           | in Bau                                                                                    | 364                                                                                                  |      |
| JVA Memmingen              | Memmingen              | 1971                                                                                      | 141                                                                                                  |      |
| JVA Mühldorf               | Mühldorf a. Inn        | 1967                                                                                      | 82                                                                                                   |      |
| JVA München                | München                | 1894 (Stadelheim) 1904 (Frauenanstalt und Jugendarrestanstalt) 1990 (Freigängerabteilung) | 1.334 (Stadelheim) 72 (Frauenanstalt) 52 (Jugendarrestanstalt) 45 (Freigängerabteilung) 1.503 GESAMT |      |
| JVA Neuburg                | Neuburg a.d. Donau     | 1857                                                                                      | 73                                                                                                   |      |
| JVA Neuburg-Herrenwörth    | Neuburg a.d. Donau     | 1990                                                                                      | 204                                                                                                  |      |
| JVA Niederschönenfeld      | Niederschönenfeld      | 1880                                                                                      | 261                                                                                                  |      |
| JVA Nürnberg               | Nürnberg               | 1868                                                                                      | 1.064                                                                                                |      |
| JVA Passau                 | Passau                 | 1856                                                                                      | 76                                                                                                   |      |
| JVA Regensburg             | Regensburg             | 1902                                                                                      | 235                                                                                                  |      |
| JVA Schweinfurt            | Schweinfurt            | 1884                                                                                      | 52                                                                                                   |      |
| JVA Straubing              | Straubing              | 1902                                                                                      | 845                                                                                                  |      |
| JVA Traunstein             | Traunstein             | 1857                                                                                      | 144                                                                                                  |      |
| JVA Weiden                 | Weiden i.d. OPf.       |                                                                                           | 120                                                                                                  |      |
| JVA Würzburg               | Würzburg               | 1996 (Freigängerabteilung)                                                                | 612 34                                                                                               |      |